# Christian Geistdörfer
Christian Geistdörfer (München, 1 februari 1953) is een Duits voormalig rallynavigator en huidig ondernemer.

## Carrière
Christian Geistdörfer debuteerde in 1975 als navigator in de rallysport. Twee jaar later begon hij zijn samenwerking met Walter Röhrl, op dat moment actief voor het fabrieksteam van Fiat. In het seizoen 1978 wonnen ze twee WK-rally's, en in het seizoen 1980 werd het duo met vier WK-rallyoverwinningen voor het eerst wereldkampioen met de Fiat 131 Abarth. Dit resultaat herhaalden zij in 1982, met de achterwiel aangedreven Opel Ascona B 400, toen zij inmiddels reden voor Opel. Geistdörfer volgde Röhrl naar Lancia en Audi in de jaren erna, waarmee zij WK-rally's bleven winnen met de Lancia 037 Rally en de Audi Quattro A2, Sportquattro en de spectaculaire, meest krachtige groep B rallyauto, de Sportquattro S1 Evolution 2 met 560 pk.   
Nadat Röhrl in 1987 stopte als WK-rijder, werd Geistdörfer de navigator van voormalig wereldkampioen Hannu Mikkola. Actief voor Mazda reden zij samen nog in acht WK-rally's, voordat Geistdörfer zijn carrière als navigator beëindigde. Daarna begon hij zijn loopbaan als ondernemer. Zo nu en dan neemt hij samen met Walter Röhrl deel aan historische rally's in hun winnende rally auto's van vroeger: met de Rothmans Opel Ascona B 400 waar ze de Rally Monte Carlo van 1982 mee wonnen, met de Opel Commodore B Coupë GS/E, met de Opel Kadett C Coupé GTE, met de winnende Audi Sportquattro S1 Evolution 2 van de Rally van San Remo 1985 en de 598 pk versie waarmee Röhrl in 1987 in een wereldrecordtijd de Pikes Peak International Hill Climb won.